# Долгушинці
Долгушинці — попередники «ходіння в народ»: очолюваний Олександром Долгушиним гурток революційно налаштованої молоді (в тому числі з України), який обстоював ідеї громадянської свободи, соціальної справедливості, рівноправності, демократії.
Організація склалася в Санкт-Петербурзі 1872. Її провід зустрівся у Фінляндії з В.Берві-Флеровським, домовившись із ним про співпрацю.
Вбачаючи в революційній літературі засіб здійняти всеросійський бунт, Д. вдалися до видавничої справи. Коштом Віктора Тихоцького придбали друкарню і навесні 1873 таємно розгорнули її роботу в Підмосков'ї (потім перемістили на московські квартири Тетяни Сахарової та Льва Дмоховського). Зробили спробу поширювати серед простолюду самостійно випущені прокламації "Русскому народу", "К вам, интеллигентные люди..." О.Долгушина, "Как должно жить по закону природы и правды" В.Берві-Флеровського, а також варіант останньої – видруковану в Женеві (Швейцарія) заходами Л.Дмоховського брошуру на підтримку М.Чернишевського: "О мученике Николае и как должен жить человек по закону правды и природы".
Восени 1873 членів товариства на чолі з Долгушиним було заарештовано. Дмоховський встиг відправити друкарню в упакованому вигляді через транспортну контору до Харкова, звідки він і В.Тихоцький перевезли вантаж у схованки по селах Синюха (нині село Куп'янського р-ну) та Чорнобаївка (нині село Ізюмського р-ну; обидва Харківської обл.). Удвох вони збиралися вирушити до Сибіру, щоб улаштувати втечу Чернишевського із заслання, проте в Харкові були затримані жандармами.
1874 на процесі долгушинців із 12 звинувачених Особливе присутствіє Правительствуючого Сенату засудило 8. Найтяжчого покарання зазнали О.Долгушин і Л.Дмоховський – по 10 літ каторги, обидва й загинули в ув'язнені.